# Rolf Peter Sieferle
Rolf Peter Sieferle (Stoccarda, 5 agosto 1949 – Heidelberg, 17 settembre 2016) è stato uno storico tedesco.

## Vita e lavoro
Dopo aver studiato storia, scienze politiche e sociologia presso le università di Heidelberg e Costanza, Sieferle ottenne nel 1977 il dottorato in filosofia nella Facoltà di Filosofia di Costanza con una tesi sulla teoria marxista.
Nel 1980, si è unito al gruppo di lavoro per l'ambiente, la società e l'energia dell'università Universtät-Gesamthochschule Essen. Dal 1980 al 1984, è stato coinvolto nel progetto di ricerca di Klaus Michael Meyer-Abich e Bertram Schefold Die Sozialverträglichkeit verschiedener Energiesysteme in der industriegesellschaftlichen Entwicklung  (L'impatto sociale dei diversi sistemi energetici per lo sviluppo industriale della società). La sua pubblicazione 1982 Der Unterirdische Wald. Energiekrise und industrielle Revolution (La foresta sotterranea. Crise e rivoluzione industriale), una pubblicazione della Federazione degli Scienziati Tedeschi, è un lavoro di base per la transizione energetica del legno al carbone e l'industrializzazione risultante. Quasi vent'anni dopo, la traduzione in inglese è apparsa leggermente rivista sulla pubblicazione specializzata in questioni ambientali, Black Horse Press. Nel contesto di un progetto di ricerca 1980, presentò anche una panoramica dei fondatori del movimento ambientalista in Germania Fortschrittsfeinde? Opposition gegen Technik und Industrie von der Romantik bis zur Gegenwart (Nemici del progresso? L'opposizione alla tecnologia e all'industria, dal romanticismo al presente), dopo Energetische Weltgeschichte (Storia mondiale dell'energia) da Frank Uekötter. Nel 1984 raggiunse l'abilitazione di professore associato presso l'Università di Costanza nel campo della storia contemporanea.
Dal 1988 al 1993 fu destinatario di una borsa del Programma Heisenberg della Deutsche Forschungsgemeinschaft (Consiglio di Ricerca Tedesco). Nel 1989, ricevé una Privatdozentur presso l'Università di Mannheim, in Germania, e nel 1991 diventò professore a contratto lì. Fu professore ospite convidato a diverse sedie a Zurigo (ETH) e a Vienna. Nel 1995, assunse la gestione del centro storico di promozione della fondazione con sede a Stoccarda Breuninger Stiftung.
Nel 1995, Sieferle pubblicò "cinque profili biografici" di Paul Lensch, Werner Sombart, Oswald Spengler, Ernst Jünger e Hans Freyer, attribuendoli alla "rivoluzione conservatrice". Il suo lavoro è stato fortemente criticato in questo momento da pareri professionali (German History, Politische Vierteljahresschrift). Claudius R. Köster, per esempio, censurò le loro rappresentazioni come "abbozzate" metodologicamente, teoricamente e nel contenuto. Riconobbe una "intenzione agitatoria politica" di, a suo parere, l'autore prossimo a lui. Per Armin Pfahl-Traughber si tratterebbe di una "saggistica" tendenziosa, anche se con contributi penetranti. In ultima analisi saranno problematiche la selezione di sbozzati e la "rappresentazione acritica", in particolare sotto il punto di vista teorico-democratico. Secondo Dirk Kretschmer e Siegfried Jäger dal Duisburger Institut für Sprach- und Sozialforschung (Istituto di ricerca linguistica e sociale di Duisburgo)  lo "Studente di Nolte" provò nella sua opera, "cancellare l'ombra che incombe sulla stimativa degli autori prefascisti".  Per Volker Weiß si tratta di una "collezione apologetica di testi d'autori del nazionalismo della repubblica di Weimar".
Nella decada dal 1990 difese nel contesto di un gruppo di ricerca dell'Institut für Forschung und Interdisziplinäre Fortbildung, (Istituto per la ricerca e la formazione interdisciplinare) di Vienna "una quantificazione completa dei flussi sociali di materiali ed energia" (MEFA-Ansatz) ( = Approccio MEFA).
Dal 2000 al 2004 è stato professore ospite fisso presso l'Università di San Gallo, dove divenne nel 2005 professore di storia generale. Sieferle è stato in questo tempo co-editore della serie Umwelthistorische Forschungen (Ricerche ambientali storiche) (Böhlau Verlag). Nel 2010, presentò uno dei tre esami peritali esterni per il rapporto principale Welt im Wandel: Gesellschaftsvertrag für eine Große Transformation (Mondo in transizione: Contratto sociale per una grande trasformazione) dello Wissenschaftlichen Beirats der Bundesregierung Globale Umweltveränderungen (Consiglio Consultivo Tedesco sui cambiamenti ambientali globali). 2012 fu l'anno del pensionamento. Il lavoro di Sieferle si è concentrato sulla struttura e storia delle idee dell'industrializzazione, così come sulla storia dell'ambiente e sulla storia universale.
Gustav Seibt, che scrisse anche un necrologio, considerò Sieferle come uno "interessante stilista" con una "grande franchezza nella formulazione narrativa e teorica". La sua ultima fase creativa sarà caratterizzata, però, da una "esplosione disordinata e primitivismo", così i suoi "poteri di discernimento" scomparvero. Seibt testimoniò in Sieferle un "crudele cinismo". Jan Grossarth gli rese omaggio al Frankfurter Allgemeine Zeitung come "poetico spirito libero e grande storico economico", e critica contemporaneamente, tuttavia, di aver scritto dopo una "svolta a destra" nel 2014 "libri velenosi di destra radicale".
Sieferle era sposato e viveva a Heidelberg, dove nel 2016 si suicidò.

## Contenzioso conFinis Germania
Postumo, l'editore di nuova destra Antaios pubblicò il titolo Finis Germania. Il libro ottenne il numero nove sulla lista di giugno del "libro del mese" della NDR e la Süddeutsche Zeitung. Ottenne questo posto in quella lista perché uno dei venticinque giurati - come dimostrato in breve dall'editore di Der Spiegel Johannes Saltzwedel - accumulò i suoi venti punti di votazioni attribuiti in forma anonima, che sono distribuiti al solito fra tre o quattro titoli, unicamente su questo libro. Ciò causò uno scandalo.
Gustav Seibt, giornalista e storico, considera Finis Germania "una raccolta di glosse e polemiche." Si ci potrebbe assolutamente riconoscere lì il "secolare argomento antisemita di vendetta ebraica o di rivincita e crudeltà ebraiche". Il politologo e co-giurato Herfried Münkler, descrisse la pubblicazione come un lavoro impregnato di "idee profondamente antisemite". Per lo storico Volker Weiß, Sieferle utilizza "il gergo degli antisemiti classici". Sarebbe questo libro un'alienazione della "scritta rivendicativa" Der Sieg des Judenthums über das Germanenthum (Vittoria del giudaismo sopra la tedeschità) di 1879 dell'antisemita Wilhelm Marr. Weiß qualificò la pubblicazione di Sieferle come "un trattato tanto orripilante quanto cinico contro la revisione storica del passato della Germania".
Il giornalista Christopher Caldwell, tuttavia, lo ritenne al contrario al New York Times.

## Pubblicazioni (selezione)
- Die Revolution in der Theorie von Karl Marx (La rivoluzione nella teoria di Karl Marx). Ullstein, Frankfurt am Main, 1979, ISBN 3-548-03584-1 (contemporaneamente alla tesi di dimostrazione presso l'Università di Costanza, 1977).
- Der unterirdische Wald. Energiekrise und industrielle Revolution (La foresta sotterranea. Crisi energetica e rivoluzione industriale). Beck, Monaco di Baviera, 1982, ISBN 3-406-08466-4.
- Fortschrittsfeinde? Opposition gegen Technik und Industrie von der Romantik bis zur Gegenwart (Nemici del progresso? L'opposizione alla tecnologia e all'industria dal romanticismo al presente). Beck, Monaco di Baviera, 1984, ISBN 3-406-30331-5.
- Die Krise der menschlichen Natur. Zur Geschichte eines Konzepts (La crisi della natura umana. Sulla storia di un concetto). Suhrkamp, Frankfurt am Main, 1989, ISBN 3-518-11567-7.
- Bevölkerungswachstum und Naturhaushalt. Studien zur Naturtheorie der klassischen Ökonomie (La crescita della popolazione e l'ecosistema. Gli studi sulla teoria della natura nell'economia classica). Suhrkamp, Frankfurt am Main, 1990, ISBN 3-518-58070-1.
- Epochenwechsel. Die Deutschen an der Schwelle zum 21. Jahrhundert (Cambiamento epocale. I tedeschi alla vigilia del secolo XXI). Propyläen, Berlino, 1994, ISBN 3-549-05156-5.
- Die konservative Revolution. Fünf biographische Skizzen (La rivoluzione conservatrice. Cinque profili biografici). Fischer, Frankfurt am Main, 1995, ISBN 3-596-12817-X.
- Rückblick auf die Natur: Eine Geschichte des Menschen und seiner Umwelt (Retrospettiva della natura: Una storia dell'uomo e del suo ambiente). Luchterhand, Monaco di Baviera, 1997, ISBN 3-630-87993-4.
- Die antiken Stätten von morgen: Ruinen des Industriezeitalters (Le antiche installazioni di domani: Rovine dell'era industriale), con fotografie di Manfred Hamm. Nicolai, Berlino, 2003, ISBN 978-3-87584-407-8.
- Con Fridolin Krausmann, Heinz Schandl, Verena Winiwarter: Das Ende der Fläche: Zum gesellschaftlichen Stoffwechsel der Industrialisierung . Böhlau, Colonia 2006, ISBN 3-412-31805-1 (=Umwelthistorische Forschungen. Band 2)               (= Ricerche storiche ambientali. Volume II).
- Karl Marx zur Einführung (Introduzione a Karl Marx). Junius, Amburgo, 2007, ISBN 978-3-88506-638-5.
- Transportgeschichte (Storia dei trasporti). Lit, Berlino, 2008, ISBN 978-3-8258-0697-2(= Der Europäische Sonderweg. Band 1) (= L'eccezionalità europea. Volume I).
- Come ed.:  Familiengeschichte: Die europäische, chinesische und islamische Familie im historischen Vergleich (Storia della famiglia: la famiglia europea, cinese e islamica rispetto ai criteri storici). Lit, a Vienna / Zurigo / Berlino / Münster, 2008, ISBN 978-3-8258-1503-5 (= Der Europäische Sonderweg. Band 2).(= L'eccezionalità europea. Volume II).
- Deutschland, Schlaraffenland. Auf dem Weg in die multitribale Gesellschaft  (Germania, terra di abbondanza. Sulla strada verso la società multi-tribale). Em: Tumult, Vierteljahresschrift für Konsensstörung (pubblicazione trimestrale per il disturbo del consenso), nº 4/2015, Inverno 2015/16, p. 23-28. (Necrologio di Gustav Seibts in SZ: Sieferle "ultimo discorso")
- Das Migrationsproblem: Über die Unvereinbarkeit von Sozialstaat und Masseneinwanderung (La questione della migrazione: Oltre l'incompatibilità dello stato sociale e l'immigrazione di massa). Manu Scriptum, Waltrop 2017. ISBN 978-3944872414.
- Finis Germania. Antaios, Steigra 2017. ISBN 978-3-944422-50-3. (= Kaplaken. Volume L)

## Collegamenti
- Rolf Peter Sieferle:  Lehren aus der Vergangenheit für die Transformation zu einer klimafreundlichen Gesellschaft (Lezioni dal passato per la trasformazione verso una società rispettosa del clima). (PDF-Arquivo; 1,77 MB) per il rapporto peritale Welt im Wandel. Gesellschaftsvertrag für eine Große Transformation (Mondo in cambiamento. Contratto sociale per una grande trasformazione).  Wissenschaftlicher Beirat der Bundesregierung Globale Umweltveränderungen (Consiglio Consultivo Scientifico Federale sui cambiamenti ambientali globali), a Berlino / San Gallo 2010.
- Breve retrato da Universidade de St. Gallen